# Сетакира
Сетакира (исп. Zetaquira) — небольшой город и муниципалитет в центральной части Колумбии, на территории департамента Бояка. Входит в состав провинции Ленгупа.

## История
Поселение, из которого позднее вырос город, было основано в 1745 году. Муниципалитет Сетакира был выделен в отдельную административную единицу в 1765 году.

## Географическое положение

Муниципалитет Сетакира

Город расположен на юго-востоке центральной части департамента, в гористой местности Восточной Кордильеры, к западу от реки Ленгупа (бассейн реки Мета), на расстоянии приблизительно 32 километров к юго-востоку от города Тунха, административного центра департамента. Абсолютная высота — 1662 метра над уровнем моря.
Муниципалитет Сетакира граничит на севере с территориями муниципалитетов Песка и Рондон, на западе — с муниципалитетами Рамирики и Чинавита, на юго-западе — с муниципалитетом Гарагоа, на юге — с муниципалитетами Мирафлорес и Бербео, на юго-востоке — с муниципалитетом Сан-Эдуардо, на востоке — с муниципалитетом Акитания. Площадь муниципалитета составляет 262 км².

## Население
По данным Национального административного департамента статистики Колумбии, совокупная численность населения города и муниципалитета в 2015 году составляла 4557 человек.
Динамика численности населения муниципалитета по годам:
| 2005 | 2006 | 2007 | 2008 | 2009 | 2010 | 2011 | 2012 | 2013 | 2014 | 2015 |
| ---- | ---- | ---- | ---- | ---- | ---- | ---- | ---- | ---- | ---- | ---- |
| 5171 | 5105 | 5044 | 4974 | 4911 | 4850 | 4788 | 4722 | 4680 | 4614 | 4557 |

Согласно данным переписи 2005 года мужчины составляли 50,6 % от населения Сетакиры, женщины — соответственно 49,4 %. В расовом отношении белые и метисы составляли 99,9 % от населения города; негры, мулаты и райсальцы — 0,1 %.
Уровень грамотности среди всего населения составлял 85 %.

## Экономика
60 % от общего числа городских и муниципальных предприятий составляют предприятия торговой сферы, 24,7 % — предприятия сферы обслуживания, 14,2 % — промышленные предприятия, 1,1 % — предприятия иных отраслей экономики.